# Толебійський сільський округ
Толебі́йський сільський округ (каз. Төле би ауылдық округі, рос. Толебийский сельский округ) — адміністративна одиниця у складі Шуського району Жамбильської області Казахстану. Адміністративний центр — село Толе-бі.
Населення — 19905 осіб (2021; 19287 у 2009, 18028 у 1999, 16847 у 1989).
Станом на 1989 рік існувала Новотроїцька сільська рада (села Новотроїцьке, Тельмана, селище Звірохозяйство). 1997 року до складу округу була приєднана Абайська сільська адміністрція, 2004 року зі складу округу виділено Ондіріський сільський округ. 2020 року до складу округу була включена територія Ондіріського сільського округу площею 16,09 км², окрім того до складу міста Шу було виділено 2,53 км² території округу.

## Склад
До складу округу входять такі населені пункти:
| Населений пункт  | Старі назви    | Населення, осіб (1989) | Населення, осіб (1999) | Населення, осіб (2009) | Населення, осіб (2021) |
| ---------------- | -------------- | ---------------------- | ---------------------- | ---------------------- | ---------------------- |
| Кокжиєк, село    | Звірохозяйство | 129                    | 168                    | 287                    | 134                    |
| Толе-бі, село    | Новотроїцьке   | 16348                  | 17860                  | 19000                  | 19771                  |
| --Тельмана, село | -              | 370                    | -                      | -                      | -                      |